# Лама (река)
Лама (рус. Лама) је река у Русији која протиче кроз Московску област и кроз Тверску област. Дужина реке је 139 km. Лама се смрзава у новембру и остаје под ледом све до марта или до почетка априла. У прошлости, Лама је била део важног воденог пута између Волге и реке Москве. Град Волоколамск се налаз на реци Лами још од 12. века.